# ریودای مائدا
ریودای مائدا (ژاپنی: 前田 龍大؛ زادهٔ ۲۰ مهٔ ۲۰۰۲) یک بازیکن فوتبال اهل ژاپن است.
از باشگاه‌هایی که در آن بازی کرده‌است می‌توان به باشگاه فوتبال سرزو اوساکا اشاره کرد.